# Tom Cochrane

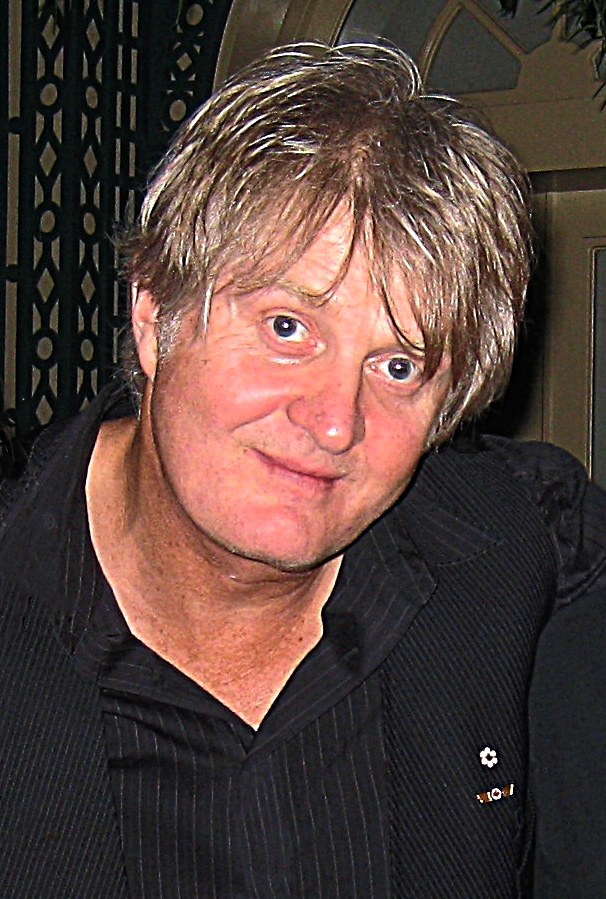
Tom Cochrane (2008)

Thomas William „Tom“ Cochrane (* 14. Mai 1953 in Lynn Lake, Manitoba) ist ein kanadischer Sänger und Komponist. Nach einem wenig erfolgreichen Soloalbum, das Cochrane 1974 herausgebracht hatte, wurde er 1978 Leadsänger der Gruppe Red Rider. Die Gruppe hatte mehrere Hits in den Billboard Mainstream Rock-Charts.

## Karriere

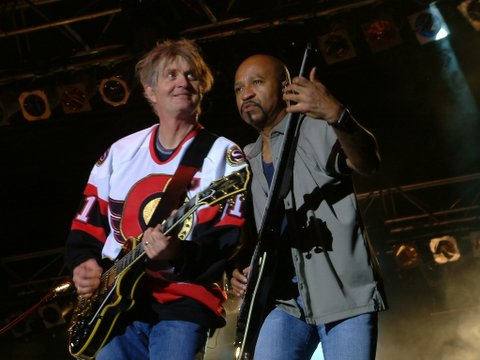
Tom Cochrane (links) (2003)

Nach der Auflösung von Red Rider 1990 veröffentlichte Cochrane 1991 das Solo-Album Mad Mad World. Das Album verkaufte sich über 2 Millionen Mal und hatte mit Life Is A Highway einen Top-10-Hit in den Billboard Single-Charts. Es folgte 1995 das Album Ragged Ass Road. 1997 veröffentlichte Cochrane Songs Of A Circling Spirit, ein Album mit akustischen Versionen seiner Songs. Nachdem sein Vater an der Parkinson-Krankheit erkrankt war, veröffentlichte Tom Cochrane 2002 Just Like Ali, eine Benefiz-Single für die Parkinson Society Kanada. 2005 trat Cochrane am Live 8 in Kanada auf. Am 31. Oktober 2006 erschien das erste neue Album No Stranger.
Tom Cochrane hat sowohl als Mitglied von Red Rider als auch als Solokünstler mehrere Juno Awards gewonnen. 2003 wurde er in die Canadian Music Hall of Fame aufgenommen. 2006 kam Life Is A Highway wieder in die US-amerikanischen Top 10, in der Version der Country-Band Rascal Flatts.

## Diskografie

### Studioalben
| Jahr | Titel                    | Höchstplatzierung, Gesamtwochen, AuszeichnungChartsChartplatzierungen (Jahr, Titel, Platzierungen, Wochen, Auszeichnungen, Anmerkungen) | Anmerkungen                                                       |
| Jahr | Titel                    | US | Anmerkungen                                                       |
| ---- | ------------------------ | --- | ----------------------------------------------------------------- |
| 1986 | Tom Cochrane & Red Rider | US112 (12 Wo.)US | Erstveröffentlichung: Mai 1986 als Tom Cochrane & Red Rider       |
| 1988 | Victory Day              | US144 (13 Wo.)US | Erstveröffentlichung: September 1988 als Tom Cochrane & Red Rider |
| 1991 | Mad Mad World            | US46 Gold · (29 Wo.)US | Erstveröffentlichung: September 1991                              |

Weitere Studioalben
- 1974: Hang On to Your Resistance (als Cochrane)
- 1989: The Symphony Sessions (als Tom Cochrane & Red Rider)
- 1995: Ragged Ass Road
- 1997: Songs of a Circling Spirit
- 1999: Xray Sierra
- 2006: No Stranger
- 2015: Take It Home

### Kompilationen
- 1987: Over 60 Minutes with Red Rider
- 1989: Anthology 1980–1987
- 1993: Ashes to Diamonds
- 2002: Trapeze: The Collection

### Singles
| Jahr | Titel Album                     | Höchstplatzierung, Gesamtwochen, AuszeichnungChartplatzierungen (Jahr, Titel, Album, Platzierungen, Wochen, Auszeichnungen, Anmerkungen) | Höchstplatzierung, Gesamtwochen, AuszeichnungChartplatzierungen (Jahr, Titel, Album, Platzierungen, Wochen, Auszeichnungen, Anmerkungen) | Höchstplatzierung, Gesamtwochen, AuszeichnungChartplatzierungen (Jahr, Titel, Album, Platzierungen, Wochen, Auszeichnungen, Anmerkungen) | Anmerkungen                          |
| Jahr | Titel Album                     | DE | UK | US | Anmerkungen                          |
| ---- | ------------------------------- | --- | --- | --- | ------------------------------------ |
| 1991 | Life Is a Highway Mad Mad World | DE31 (13 Wo.)DE | UK62 (2 Wo.)UK | US6 Gold · (26 Wo.)US | Erstveröffentlichung: September 1991 |
| 1992 | Washed Away Mad Mad World       | — | — | US88 (4 Wo.)US | Erstveröffentlichung: August 1992    |
| 1995 | I Wish You Well Ragged Ass Road | — | UK93 (1 Wo.)UK | — | Erstveröffentlichung: Oktober 1995   |

Weitere Singles
- 1986: Boy Inside The Man (als Tom Cochrane & Red Rider)
- 1988: Big League (als Tom Cochrane & Red Rider)
- 1991: No Regrets
- 1991: Sinking Like A Sunset
- 1991: Brave And Crazy
- 1991: Mad Mad World
- 1995: Wildest Dreams
- 1995: I Wish You Well

## Auszeichnungen für Musikverkäufe
| Goldene Schallplatte - Australien - 1992: für die Single Life Is a Highway - Kanada - 1991: für die Single Life Is a Highway Platin-Schallplatte - Dänemark - 2020: für die Autorenbeteiligung Life Is a Highway (Rascal Flatts) - Kanada - 1987: für das Album Tom Cochrane & Red Rider - 1990: für das Album The Symphony Sessions - 1995: für das Album Ragged Ass Road - 2000: für das Album Over 60 Minutes with Tom Cochrane - Neuseeland - 2021: für die Single Life Is a Highway - Vereinigtes Königreich - 2022: für die Autorenbeteiligung Life Is a Highway (Rascal Flatts) | 2× Platin-Schallplatte - Kanada - 1989: für das Album Victory Day 6× Platin-Schallplatte - Vereinigte Staaten - 2022: für die Autorenbeteiligung Life Is a Highway (Rascal Flatts) Diamantene Schallplatte - Kanada - 1995: für das Album Mad Mad World |

Anmerkung: Auszeichnungen in Ländern aus den Charttabellen bzw. Chartboxen sind in ebendiesen zu finden.
| Land/RegionAuszeichnungen für Musikverkäufe (Land/Region, Auszeichnungen, Verkäufe, Quellen) | Gold     | Platin       | Diamant  | Verkäufe  | Quellen          |
| -------------------------------------------------------------------------------------------- | -------- | ------------ | -------- | --------- | ---------------- |
| Australien (ARIA)                                                                            | Gold1    | —            | —        | 35.000    | aria.com.au      |
| Dänemark (IFPI)                                                                              | —        | Platin1      | —        | 90.000    | ifpi.dk          |
| Kanada (MC)                                                                                  | Gold1    | 6× Platin6   | Diamant1 | 1.650.000 | musiccanada.com  |
| Neuseeland (RMNZ)                                                                            | —        | Platin1      | —        | 30.000    | radioscope.co.nz |
| Vereinigte Staaten (RIAA)                                                                    | 2× Gold2 | 6× Platin6   | —        | 7.000.000 | riaa.com         |
| Vereinigtes Königreich (BPI)                                                                 | —        | Platin1      | —        | 600.000   | bpi.co.uk        |
| Insgesamt                                                                                    | 4× Gold4 | 15× Platin15 | Diamant1 |           |                  |